# جاك دوريو
جاك دوريو (بالفرنسية: Jacques Doriot)‏ (26 سبتمبر 1898 - 22 فبراير 1945) كان سياسي فرنسي قبل وأثناء الحرب العالمية الثانية. بدأ كشيوعي ولكن تحول إلى فاشي.

## النشأة والسياسة
انتقل دوريو إلى سانت دينيس، بالقرب من باريس، في سن مبكرة وأصبح عاملًا. وفي عام 1916، في خضم الحرب العالمية الأولى، أصبح اشتراكيًا ملتزمًا، لكن نشاطه السياسي توقف بسبب انضمامه إلى الجيش الفرنسي في عام 1917. وبسبب مشاركته في القتال النشط خلال الحرب العالمية الأولى، تم القبض عليه من قبل قوات العدو وبقي أسير حرب حتى عام 1918. وعن خدمته في زمن الحرب، حصل على صليب الحرب.
بعد إطلاق سراحه، عاد إلى فرنسا وانضم في عام 1920 إلى الحزب الشيوعي الفرنسي، وسرعان ما ارتفع من خلال الحزب - في غضون بضع سنوات، وأصبح واحدًا من قادته الرئيسية. وفي عام 1922، أصبح عضوًا في هيئة رئاسة اللجنة التنفيذية للكومنرن، وبعد ذلك بعام أصبح أمينًا للاتحاد الفرنسي للشيوعيين الشباب. في عام 1923، تم القبض عليه للاحتجاج بعنف على الاحتلال الفرنسي لمنطقة الرور. تم إطلاق سراحه بعد عام، بعد انتخابه في مجلس النواب الفرنسي (يعادل الجمعية الوطنية في الجمهورية الثالثة) من قبل شعب سانت دينيس.

## الفاشية
في عام 1931، تم انتخاب دوريو عمدة سان دوني. في هذا الوقت تقريبًا، جاء للدفاع عن تحالف الجبهة الشعبية بين الشيوعيين والأحزاب الاشتراكية الفرنسية الأخرى التي تعاطف معها دوريو بشأن عدد من القضايا. ومع أن هذا سوف يصبح قريبًا سياسة رسمية للحزب الشيوعي، إلا أنه في ذلك الوقت كان ينظر إليه على أنه هرطقة وتم طرد دوريو من الحزب الشيوعي في عام 1934.
وبينما لا يزال عضوًا في مجلس النواب، رد دوريو على الشيوعيين الذين تخلوا عنه: ولشعوره أيضًا بمرارة تجاه الكومنترن، تحولت آرائه إلى احتضان الأمة الفرنسية، وتطورت إلى اشتراكية «وطنية» - على عكس اشتراكية الدولية الثالثة. وبتجسيده الآن الفاشية أكثر من المثل الاشتراكية، أسس دوريو حزب الشعب الفرنسي القومي المتطرف في عام 1936. لقد كان دوريو وأنصاره مؤيدين صريحين لتصبح فرنسا منظمة على غرار إيطاليا الفاشية وألمانيا النازية وكانوا معارضين بشدة لرئيس الوزراء الاشتراكي ليون بلوم وائتلاف الجبهة الشعبية.

## التعاون

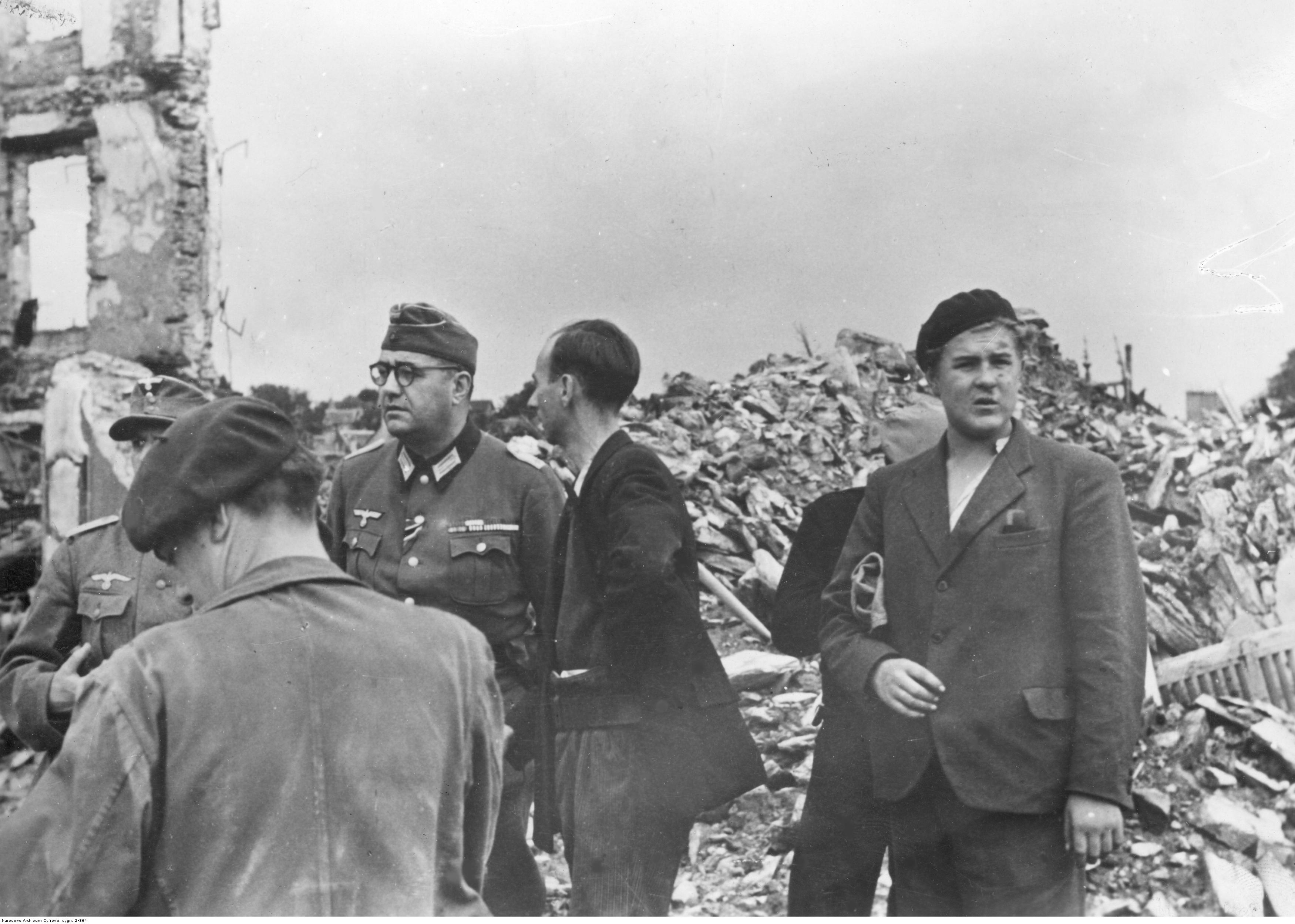
دوريو في محادثة مع سكان مدينة سان لو المدمرة، يوليو 1944.

عندما خاضت فرنسا الحرب مع ألمانيا في عام 1939، أصبح دوريو مؤيدًا قويًا لألمانيا وأيد احتلال ألمانيا لشمال فرنسا في عام 1940. أقام دوريو في فرنسا الفيشية التعاونية لفترة من الوقت، لكنه وجد في النهاية أنها لم تكن فاشية بقدر ما كان يأمل وانتقل إلى باريس المحتلة، حيث تبنى الدعاية المؤيدة لألمانيا والشيوعية على راديو باريس. في عام 1941، أسس هو وزميله الفاشي مارسيل ديات فيلق المتطوعين الفرنسيين ضد البلشفية، وهي وحدة فرنسية تابعة لفيرماخت.
حارب دوريو مع الفيلق وشهد الخدمة الفعلية على الجبهة الشرقية عندما غزت ألمانيا الاتحاد السوفيتي في يونيو عام 1941 ومُنح الصليب الحديدي في عام 1943. في غيابه انتقلت قيادة قوات الشرطة الشعبيةً رسميا إلى مديرية من أن القوة الحقيقية جاءت لتكمن في موريس إيفان سيكارد. في ديسمبر 1944، سافر دوريو إلى ألمانيا وأجرى اتصالات مع الأعضاء السابقين في نظام فيشي وغيرهم من المتعاونين الذين تجمعوا في جيب زيغمارينغن. كافح حزب دوريو لتولي دور قيادي داخل مجتمع المغتربين الفرنسيين، حيث أقام في ولاية ماو وأنشأ محطة إذاعية خاصة بها، راديو باتري، في باد مرغنتهايم ونشرت صحيفتها الخاصة Le Petit Parisien. كما شارك قوات الشرطة الشعبية في إجراء أنشطة الاستخبارات والتخريب من خلال تزويد بعض المتطوعين، الذين أوصلوهم الألمان، بالمظلات في فرنسا المحررة. لقد قُتل في 22 فبراير 1945 أثناء سفره من مايناو إلى زيغمارينغن عندما قصفت طائرات مقاتلة من الحلفاء سيارته. تم دفنه في منغن.

## روابط خارجية
- جاك دوريو على موقع الموسوعة البريطانية (الإنجليزية)
- "The Great Is Back". Time magazine. 11 مايو 1942. مؤرشف من الأصل في 2013-08-25. اطلع عليه بتاريخ 2008-08-10.
- Newspaper clippings about Jacques Doriot